# Очаково-Матвеевское
Оча́ково-Матве́евское — район в Москве, расположенный в Западном административном округе, а также соответствующее ему одноимённое внутригородское муниципальное образование. Район образован в 1997 году объединением районов Очаково и Матвеевское.

## Территория и границы
Район расположен на юго-западе Москвы, в составе Западного административного округа.
Граница района проходит: по оси Мичуринского проспекта, далее по оси Озёрной улицы, городской черте г. Москвы (внешней границе полосы отвода Московской кольцевой автомобильной дороги, включая все транспортные развязки улиц и дорог), далее, пересекая МКАД, по оси русла р. Сетуни, юго-западной границе Кунцевского кладбища, осям: Троекуровского проезда, Рябиновой ул., далее на восток по южным границам территорий НИЭМИ и МРТЗ, осям: ул. Генерала Дорохова, Верейской ул. и Аминьевского шоссе, оси русла р. Сетуни, оси полосы отвода Киевского направления МЖД, оси ул. Лобачевского до Мичуринского проспекта.
Муниципалитет граничит с районами Можайский, Проспект Вернадского, Раменки, Солнцево, Тропарёво-Никулино и Фили-Давыдково.
По данным на 2010 год площадь района составляет 1754,36 га.

## Герб и флаг
Герб и флаг района утверждены и внесены в Геральдический реестр города Москвы с присвоением регистрационного номера 17 февраля 2004 года.
Герб района представляет собой щит московской формы с серебряным, обременённым двумя узкими чёрными полосами поясом по центру, который делит его пополам. Верхняя половина щита состоит из двух частей — с солнцем на голубом фоне и с серебряным волынским крестом на красном фоне. Под поясом изображён золотой рог изобилия в зелёном поле. Пояс символизирует линию МЖД, делящую район на две части. Солнце в голубом поле напоминает о ТЭЦ-25 и является символом родового герба Херасковых — бывших владельцев села Очаково. Крест на красном поле является символом родового герба Волынских, владевших селом Волынское. Рог изобилия символизирует предприятия на территории района, связанные с пищевой промышленностью. Зелёный фон символизирует парковую часть района.
Автор герба — московский историк-краевед Александр Алексеевич Фролов.

## Происхождение названия
Название нынешнего района образовано от названий двух поселений — деревни Матвеевское и села Очаково. Происхождение топонима «Очаково» неизвестно, «Матвеевское» происходит от имени одного из владельцев деревни — Матвея Голенищева-Кутузова.

## История
В ходе административной реформы 1991 года были созданы муниципальные округа Очаково и Матвеевское, получившие в 1995 году статус районов. Позже, в 1997 году, Очаково и Матвеевское были объединены в район Очаково-Матвеевское.
На территории нынешнего муниципального образования ранее располагались поселения:
- Матвеевское
- Очаково
- Аминьево
- Волынское
- Троекурово

### Аминьево
Название Аминьево происходит от имени первого владельца деревни — Аминя. Первое упоминание о селе встречается в 1572 году, в завещании Ивана Грозного среди сёл, которые планировалось отдать его старшему сыну, царевичу Ивану Ивановичу. Позже селом владели также князь Василий Иванович Туренин, Борис Иванович Морозов, патриарха Иосифа.
При Советской власти в селе был образован колхоз имени Сталина. Создаются молочная ферма и тепличное хозяйство. Вместе с Волынским село вошло в состав Москвы в 1960 году, а в 1970 году началось массовое жилищное строительство.

### Волынское
Село Волынское является наиболее древним поселением на территории современного муниципального образования. История села начинается в середине XIV века, когда его владельцем был Боброк-Волынский, Дмитрий Михайлович.
Первое письменное упоминание о селе Волынское датируется также 1572 годом.
Близость к Москве того времени и хорошие природные условия стали причиной того, что в первой половине XIX века Волынское становится дачным местом. В 1920-е годы в Волынском строятся дача Калинина, «ближняя дача» Сталина. Там же находится и бункер Сталина.
В черту Москвы Волынское Также вошло в 1960 году и стало частью района массового жилищного строительства Матвеевское.

### Матвеевское
Матвеевское — местность, находящаяся в 10 — 12 километрах западнее Кремля, на левом берегу реки Раменки, к северу от платформы «Матвеевская» Киевского направления Московской железной дороги. С 1960 года вошло в состав Москвы. С середины 1960-х годов в Матвеевском началось массовое жилищное строительство, руководителем проекта застройки стал архитектор Стамо, Евгений Николаевич. Название сохранилось в наименовании Матвеевской улицы.

### Очаково
История села (на старинных картах оно обозначалось Ачаково) начинается с XVII века. Тогда Очаково было небольшой деревней на реке Навексе (Навекше), находившейся в Московском уезде в Сетуньском стане. Изначально село Очаково принадлежало боярину князю Афанасию Васильевичу Лобанову. Затем, после его смерти, село перешло его вдове — Анне Никифоровне. Так как своих детей у неё не было, то после смерти её село отошло племяннику — Якову Ивановичу Лобанову-Ростовскому, участвовавшему в Азовском походе Петра I. Далее село перешло к Опочининым, и одним из его владельцев был Опочинин, Михаил Степанович, президент Берг-коллегии в годы правления императрицы Елизаветы Петровны.
Наследники же Опочинина в 1781 году продали село Елизавете Васильевне Херасковой, жене выдающегося поэта и писателя, ректора Московского университета Хераскова, Михаила Матвеевича. Он, поселившись в Очакове, сделал село своеобразным литературно-театральным уголком. В селе подолгу находились многие известные деятели культуры:
- Страхов, Пётр Иванович — крупный учёный-физик, театрал и переводчик
- Костров, Ермил Иванович — поэт
- Высотский, Михаил Тимофеевич — гитарист-виртуоз, композитор

Также в Очаково был похоронен близкий соратник просветителя Н. И. Новикова — И. Г. Шварц.
Когда в сентябре 1807 года скончался сам Херасков, а затем через два года умерла его супруга, то по отсутствию детей село перешло во владение Нарышкиных. Во время нашествия французов в 1812 году село подверглось разрушению.
Очаково, как и прочие рядом лежащие села, в конце XIX века становится дачной местностью. Постройка железной дороги с одноименной станцией способствовала активному развитию местности.
В Очакове в 20-е — 30-е годы XX века, был организован совхоз, являвшийся по тем временам одним из крупнейших овощеводческих хозяйств. Рядом с железнодорожной станцией «Очаково» в 1932 году был построен Очаковский кирпичный завод. А в 1956 году был запущен крупнейший в Подмосковье завод железобетонных изделий.
Очаково получило статус города в 1959 г. и вошло в черту столицы в 1960 году (то есть, являлось городом в течение всего 1 года), а в 1970 году стало районом массового жилищного и промышленного строительства.

### Троекурово
Первое упоминание о селе встречается тоже в завещании царя Ивана Грозного в 1572 году.
После Ивана Грозного им владели Годуновы, затем Троекуровы. По имени Бориса Ивановича Троекурова, жившего в XVII веке, село и получило своё имя. Борис Иванович Троекуров поставил в селе церковь во имя Николая Чудотворца и митрополита Алексия (1699—1706 гг.).
Троекуровых в селе сменили Салтыковы. Тогда было закончено строительство колокольни, разбит парк, выкопаны пруды и построен каменный арочный мост.
В 1960 году Троекурово вошло в состав Москвы. В наши дни эти земли являются составной частью промзоны Очакова. От бывшего села сохранилась лишь церковь Николая Чудотворца. В конце 1980-х годов она отреставрирована и сейчас является действующим храмом.

## Население
| 2002     | 2010     | 2012     | 2013     | 2014     | 2015     | 2016     |
| -------- | -------- | -------- | -------- | -------- | -------- | -------- |
| 90 576   | ↗118 891 | ↗119 412 | ↗120 327 | ↗122 600 | ↗124 580 | ↗126 347 |
| 2017     | 2018     | 2019     | 2020     | 2021     | 2023     | 2024     |
| ↗127 942 | ↗129 890 | ↗130 742 | ↗130 975 | ↘130 515 | ↘127 680 | ↘126 535 |

Плотность населения — 6529,7 чел./км², площадь жилого фонда — 2255,14 тыс. м² (2010 год).

### Национальный состав
По итогам переписи населения 2020 года проживали следующие национальности (национальности менее 0,1 % и другое, см. в сноске к строке «Другие»):
| Национальность | Численность, чел. | Доля     |
| -------------- | ----------------- | -------- |
| Русские        | 90 794            | 69,57 %  |
| Татары         | 836               | 0,64 %   |
| Армяне         | 782               | 0,60 %   |
| Украинцы       | 380               | 0,29 %   |
| Азербайджанцы  | 295               | 0,23 %   |
| Таджики        | 168               | 0,13 %   |
| Грузины        | 166               | 0,13 %   |
| Евреи          | 164               | 0,13 %   |
| Белорусы       | 137               | 0,10 %   |
| Другие         | 36 793            | 28,18 %  |
| Итого          | 130 515           | 100,00 % |

## Транспорт

### Метро
На границе района, на Озёрной площади, находится станция метро Озёрная. Помимо этого, есть станция метро Аминьевская, располагающаяся на Аминьевском шоссе.

### Железнодорожный транспорт
- платформа Матвеевское — 10 мин. до Киевского вокзала. Входит в состав линии МЦД-4.
- платформа Аминьевская — 12 мин. до Киевского вокзала. Входит в состав линии МЦД-4.
- станция Очаково — 14 мин. до Киевского вокзала. Входит в состав линии МЦД-4.

### Наземный общественный транспорт
До лета 2008 года до Киевского вокзала можно было доехать на 77-м маршруте автобуса, который ныне ходит до метро «Славянский бульвар»; также с открытием этой новой станции в Матвеевском появился 641-й маршрут, идущий до неё же.
На протяжении долгих лет с конечной остановки «Матвеевское» (начало Веерной улицы) начинают свой путь автобусы маршрутов под номерами: 42, 77, 198, 236 и 260, позже к ним присоединились автобусные маршруты № 91, 641, 641к, 474 и 519. По всем дням недели, не доезжая трёх остановок до конечной, автобусы 107-го маршрута недавно изменили свою трассу: теперь они не делают круг около остановки «Почта» на Веерной улице, откуда следовали до метро «Филёвский парк», теперь они делают большой круг по Матвеевской и Нежинской улицам через остановку Платформа Матвеевская, которая стала с момента продления трассы фактической конечной. Автобусы 187-го маршрута соединяли Очаково и Матвеевское, следуя до метро «Университет». 29 января 2022 года этот маршрут отменили. С вводом «Новой модели транспортного обслуживания пассажиров», в районе запущены автобусные маршруты № 329, 474 и 519: автобусный маршрут № 329 связывает метро «Юго-Западная» и метро «Славянский бульвар», автобусные маршруты № 474 и 519 связывают конечную остановку Матвеевское с Киевским вокзалом, а также метро «Раменки» соответственно, 474-й маршрут проходит по части трассы бывшего автобусного маршрута № 77. С открытием участка Солнцевской линии в августе 2018 года и для обеспечения удобной связи с районом Раменки был пущен автобусный маршрут № 325, который связывает метро «Славянский бульвар» и МГУ.
Трамваев в районе Очаково-Матвеевское нет.

## Социальная сфера

### Жилая часть
Жилая часть имеет необходимую инфраструктуру:
- детские сады
- школы
- больница
- поликлиники
- кинотеатр «Планета» ныне перестраивается в новый, также есть кинотеатр в ТРЦ «Квартал», на Аминьевском шоссе, появившийся на месте заброшенного аквапарка
- Дом ветеранов кино
- ДК «Резонанс»
- детские и молодёжные клубы
- библиотеки

На территории округа находится ГБУ ЦССВ «Сколковский».
В районе в 1997 году было начато строительство спортивно-оздоровительного комплекса «Аквадром» — уникального сооружения, состоящее из спортивного сектора, плавательного бассейна и аттракционов на воде. В начале 2000 года стройка была заморожена. В 2005 году город выкупил у ЗАО «Аквадром» права на недостроенный объект, а в 2006 году комплекс был выставлен на продажу с условием последующего переоборудования в торговый центр. В 2015 году аквадром снесен. В 2017 году на его месте начали строить многофункциональный комплекс, который планируется разместить в двух отдельно стоящих 22-этажных корпусах, объединённых между собой торгово-развлекательным центром, в состав которого войдут офисы, торгово-развлекательный площадки, рестораны, гостиница, фитнес-центр, трёхуровневый подземный паркинг на 750 м/м.
В районе ведётся «точечное» строительство жилья, действует программа сноса и реконструкции ветхого жилого фонда и промышленной зоны Очакова.

### Образовательные учреждения
- Детские сады
- Школы (№ 97, 814, 2025)
- Колледжи
- Московский государственный университет экономики, статистики и информатики
- Академия ФСБ России

## Парки и скверы
Природный комплекс на территории района (зелёные насаждения, водоёмы, земли сельскохозяйственного использования) занимают площадь 143,16 га. На границе Очаково-Матвеевского и Фили-Давыдкова находится крупнейший в черте города заказник «Долина реки Сетунь», включающий такие природные зоны как Матвеевский и Троекуровский леса.
Кроме того, в Очаково-Матвеевском есть несколько благоустроенных зон отдыха. На границе района, проходящей по Мичуринскому проспекту, находится Большой Очаковский пруд. Вокруг водоема разбита парковая зона. Благоустройство этих территорий началось в 2017 году и проходило в несколько этапов. Заключительный этап прошел в 2019 году в рамках программы «Мой район».
Большой Очаковский пруд очищен, укреплены его берега. В парковой зоне есть пешеходные дорожки, обустроены пандусы и лестницы, стоят скамейки. На берегу пруда со стороны Мичуринского проспекта построена смотровая площадка с шезлонгами.
По программе «Мой район» в 2019 году также был обустроен сквер у здания Управы (улица Большая Очаковская, д. 10). Зону отдыха украсила топиарная фигура «Очаково-Матвеевское» в форме сердца.
Сквер у фестивальной площадки на улице Матвеевская разбит в 2019 году. Зона отдыха появилась на месте свалки строительных отходов. В сквере высажены цветы и кустарники, проложены дорожки, установлены скамейки и проведено освещение.
Сквер имени Анны Герман находится у «круглого дома» 13 на улице Нежинская. Своё название территория получила в честь польской певицы Анны Герман (местные жители высадили в память об исполнительнице рябиновую аллею). В сквере установлены сцена, детские и спортивные площадки, а также арт-объект в виде солнечных часов со знаками Зодиака.
На пересечении улицы Лобачевского и Мичуринского проспекта разбит сквер у Храма Иверской иконы Божией Матери. В зоне отдыха стоят скамейки, построена детская площадка.

## Экология
Экологическая обстановка в районе оценивается как неблагополучная из-за промзон № 37 «Очаково», № 37ю «Южное Очаково» и № 37с «Северное Очаково», занимающих более 60 % территории района, густых автотранспортных потоков и недостатка парков в центральной части района. Местными властями с целью улучшения ситуации реализуются проекты установки фильтрующих систем и постепенный перенос загрязняющих производств за пределы района. На 2019 год на территории промзоны «Южное Очаково» действует стихийный мусоросжигательный комплекс. Станция Мосэкомониторинга «Очаково 1» регулярно фиксирует превышения ПДК по микрочастицам пыли (PM), оксиду азота (NO) и диоксиду азота (NO2).

### Промышленные предприятия
В районе действуют около 300 промышленных предприятий и организаций. Наиболее крупные из них:
- Московский пиво-безалкогольный комбинат «Очаково»
- Завод нетканых материалов «Термопол» (производитель нетканых материалов, владелец знака «Холлофайбер»)
- Домостроительный комбинат № 2 (ДСК-2). Архивировано из оригинала 13 июля 2007 года.
- Электроподстанция № 214 «Очаково»
- Очаковский кирпичный завод (выводится за пределы Москвы)
- Научно-исследовательский институт «Дельфин» — специализируется на исследованиях, проектировании и производстве современных систем навигации, гиростабилизации и гравиметрии для кораблей военно-морских сил, коммерческих судов, наземных и воздушных подвижных объектов.
- Группа «Полипластик» — производство пластиковых труб

Менее крупные, но более вредные в экологическом плане:
- Нелегальные пункты мусоросжигания в промзоне
- Нелегальный асфальтовый завод[где?]
- Одна из крупнейших в Москве ТЭЦ-25
- Химбаза на Очаковском шоссе (ликвидирована и застроена жилыми домами)